# Setge de Tàrent
El  setge de Tàrent  va tenir lloc entre el 28 d'octubre de 1501 i l'1 de març de 1502 durant el transcurs de la segona guerra de Nàpols. Les tropes espanyoles sota el comandament del Gran Capità Gonzalo Fernández de Còrdova van assetjar la ciutat, on es trobava el jove príncep napolità Ferran d'Aragó, fins a la seva rendició.

## Context
El 1500 Lluís XII de França i Ferran el Catòlic van signar el tractat de Granada, pel que tots dos acordaven repartir-se a parts iguals el Regne de Nàpols, encara sota el regnat de Frederic I. En compliment d'aquest acord, el juliol de 1501 l'exèrcit francès de Bérault Stuart d'Aubigny va envair el regne des del nord reduint Càpua i Nàpols, mentre les tropes espanyoles de Gonzalo Fernández de Còrdova (600 soldats de cavalleria i 3.800 de infanteria)), arribant des Sicília, ocupaven Calàbria i Pulla al sud sense resistència, només en van trobar a Manfredonia i a Tàrent.
Frederic I, amb l'exèrcit i l'economia desfetes després de la guerra de Nàpols de 1494-98, va ser incapaç d'oposar-se a ambdós contrincants, i es va veure obligat a retirar-se a Ischia, des d'on va ser conduït en qualitat de presoner a França. El seu fill primogènit Ferrante, en aquesta data de tan sols 14 anys, havia estat enviat a Tàrent sota la tutela del comte de Potenza, Juan de Guevara per la seva seguretat.
La ciutat de Tàrent es troba en una illa; confronta al sud amb el golf de Tàrent dins del Mediterrani i al nord amb un mar interior anomenat el  mare piccolo . Dos ponts, un a l'est i un altre a l'oest, la comunicaven amb el continent. La ciutat, governada per Leonardo Alejo, havia estat abundantment avituallament en previsió del setge.

## El setge
Fernández de Còrdova va disposar les seves tropes envoltant Tàrent, mentre l'armada espanyola de Joan de Lezcano patrullava la costa sud italiana en el seu suport, els ponts que donaven accés a la ciutat van ser bloquejats per les forces espanyoles.
Entrats a Parla, Fernández de Còrdova i Ferran d'Aragó van acordar una treva de dos mesos en espera que el deposat rei de Nàpols fes arribar les seves instruccions al seu fill, fins llavors van pactar que les forces espanyoles no iniciarien les hostilitats, i les napolitanes no reforçarien les seves defenses ni rebrien socors. En garantia del compliment de la treva ambdues parts es van intercanviar ostatges.
| Va ser aquell setge el més llarg de tots els que s'han vist a Itàlia, segons era mandrós i reposat . |

Va passar per aquelles dates que Felip de Ravenstein al comandament de l'armada francesa va naufragar davant les costes de Calàbria després de ser rebutjat pels turcs en Mitilene. Fernández de Còrdova va socórrer generosament, el que va provocar que les tropes espanyoles, mal pagades i fastiguejats de la inactivitat d'un setge tan lent s' amotinessin; Còrdova va reprimir la revolta amb l'execució del líder dels revoltats. Poc després ordenaria requisa una nau genovesa que portava ferro als turcs per valor de 100.000 ducats, amb el que va pagar les soldades endarrerides de les seves tropes.
Les autoritats de Tàrent van ser sondejades pel militar francès Yves d'Alegre perquè lliuressin la ciutat als francesos.
Passats els dos mesos sense que els tarentins hagin rebut resposta de Frederic I, es va renovar la treva per dos mesos més. Per tal d'escometre la presa de la ciutat, Fernández de Còrdova va disposar que 20 de les naus més petites de l'armada espanyola fossin transportades per terra fins al mar interior, el que els soldats espanyols van portar a terme « amb gran festa i alegria ... encara que a la veritat aquell negoci era més terrible i espantós en aparença que per mal que els poguessin fer  ».
A finals de gener de 1502, sense haver aconseguit establir comunicació amb el rei Frederic I, els tarentins van pactar el lliurament de la ciutat, que va quedar provisionalment sota l'administració de Bindo de Ptolomeis, vassall del rei d'Espanya. L'1 de març les tropes espanyoles van ocupar Tàrent.

## Conseqüències
Amb la rendició de Tàrent i amb la presa de Manfredonia que va enir lloc pocs dies després es va completar l'ocupació de la meitat sud del regne de Nàpols per les forces espanyoles de Gonzalo Fernández de Còrdova, tot Calàbria i Pulla van quedar sota el seu control. La llibertat Ferran d'Aragó va ser garantida per Fernández de Còrdova a les capitulacions de Tàrent, però seria poc després detingut i enviat a Espanya com presoner, encara que anys després seria rehabilitat per Carles I d'Espanya, arribant a ocupar el virregnat de València .